# Francis Tiso

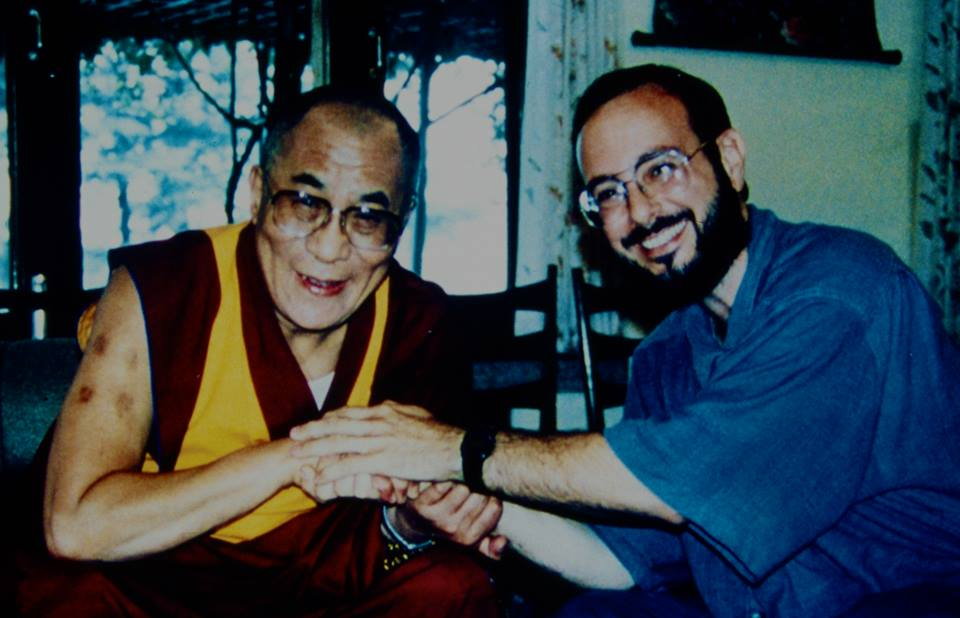
Francis Tiso avec le 14e dalaï-lama.

Francis Vincent Tiso (né le 19 septembre 1950 à New York) est un enseignant, écrivain et prêtre catholique américain. Il s’est spécialisé dans les études bouddhistes tibétaines qu'il enseigne à l'université pontificale grégorienne (Universita' Pontificia Gregoriana : Istituto di Studi Interdisciplinari su Religioni e Culture) à Rome. Il a traduit des biographies du yogi et poète tibétain Milarépa (Milarepa. Liberation in One Lifetime, 2014) et dirigé des expéditions de recherche en Asie du Sud, au Tibet et en Extrême-Orient. Il est particulièrement connu pour son ouvrage Corps arc-en-ciel et résurrection portant sur le phénomène du Corps d'arc-en-ciel (tibétain : འཇའ་ལུས, Wylie : 'ja' lus, THL : jalu). Ses enseignements portent sur la théologie et l’histoire chrétiennes, la spiritualité contemplative et le dialogue interreligieux. Résidant depuis plus de vingt ans en Italie, il est un membre du conseil d'administration de l’institut Mind and Life en Europe fondé par le 14e dalaï-lama en vue de collaborer avec des scientifiques occidentaux,.

## Biographie
Francis Tiso est né à New York. Il a suivi des études médiévales à l'université Cornell, obtenu une maîtrise en théologie (cum laude) de l'université Harvard et un doctorat de l'université Columbia et de l'Union Theological Seminary en études bouddhistes. Il a été affecté à l'archidiocèse de San Francisco en tant que vicaire paroissial de l'église St. Thomas More, mais aussi en tant qu'aumônier de l'université d'État de San Francisco et de la faculté de médecine de l'université de Californie. Il a été professeur invité à l’École archidiocésaine de leadership pastoral, où il a enseigné la théologie fondamentale. Il a enfin été vicaire paroissial à Eureka et à Mill Valley, en Californie,.

## Dialogue interreligieux
En 1995, Francis Tiso a accompagné le cardinal Francis Arinze, alors chef du Conseil pontifical pour un dialogue interreligieux, lors d'un dialogue avec des dirigeants bouddhistes de Taïwan. Tiso a beaucoup voyagé en Asie, en particulier en Inde, au Népal, au Tibet, en Thaïlande, au Japon et au Bangladesh. Il a été directeur associé du Secrétariat aux affaires œcuméniques et interreligieuses de la Conférence des évêques catholiques des États-Unis de 2004 à 2009, où il a assuré les relations avec plusieurs traditions : l'islam, l'hindouisme, le bouddhisme, les sikhs ainsi qu'avec les confessions réformées,.
Il poursuit ses activités de dialogue inter-traditionnel en les ayant étendues auprès d'un large spectre de scientifiques occidentaux dans la cadre du Mind and Life Institute en Europe, fondé par le dalaï-lama, et dont Francis Tiso est un contributeur et membre actif, siégeant au conseil d'administration (Board Members).

## Activités pastorales en Italie
Après son diaconat en 1987, il a été ordonné prêtre le 19 mai 1988 du diocèse catholique romain d'Isernia-Venafro, en Italie, où il a ensuite été le prêtre de la paroisse Saint-Michel de Fornelli, et ce, jusqu'en 2015. Il est dorénavant prêtre adjoint de la paroisse Saint-Joseph d'Isernia et prend soin de nombreux migrants arrivant en Europe, en leur offrant logement et cours de langue, les assistant dans leurs démarches administratives, etc. Il a aussi occupé la fonction de délégué diocésain aux affaires œcuméniques et interreligieuses de 1990 à 1998 et de recteur de l'Istituto Diocesano delle Scienze Religiose. Il a également tenu le rôle d'aumônier de l'Ermitage des Saints Côme et Damien à Isernia de 1988 à 1998,. Il est chanoine à la cathédrale d'Isernia.

## Recherche et enseignement
Francis Tiso a terminé une thèse en 1989 sur la représentation de Milarépa en tant que saint tibétain. C'est la première étude complète sur cette représentation biographique et son évolution au cours du temps.
Francis Tiso a enseigné le bouddhisme tibétain à l'université pontificale grégorienne de Rome et il était professeur invité à l'université de Rome « La Sapienza », Département d'études orientales. En 1984-1985, il a été professeur assistant à l'université Columbia à New York. Il est récipiendaire de bourses de l'American Academy of Religion, de l'American Philosophical Society, du Palmers Fund en Suisse et de l'Institut des sciences noétiques de Petaluma, en Californie. De 2005 à 2008, il a été rédacteur en chef du Journal of the Society for Buddhist-Christian Studies. Francis Tiso pratique également la musique et peint à l'acrylique et à l'aquarelle,.
Il a étudié le cas de Khenpo A-chos mort en 1998 qui aurait réalisé le corps d'arc-en-ciel,,,,.
Outre ses livres et articles sur Milarépa et le corps d'arc-en-ciel, il a également étudié la présence possible de communautés chrétiennes au Tibet et dans l'Himalaya, sur les Routes de la soie. Il séjourne encore fréquemment à Katmandou, réalise des retraites de méditations avec des enseignants bouddhistes et bönpo, et est invité dans des centres du bouddhisme tibétain pour partager son expérience et ses recherches, tant sur le corps d'arc-en-ciel que sur la spiritualité et mystique chrétienne.

### Ouvrages
- Corps arc-en-ciel et résurrection. La disparition du corps physique dans le christianisme ancien et le dzogchen  (trad. Paul Baffier et Grégoire Langouët, préf. Philippe Cornu), Bruxelles, Vues de l'esprit, 2024 (ISBN 2960345916). (Version éditée par les traducteurs d’une version anglaise elle-même révisée par l’auteur, Francis V. Tiso, de Rainbow Body and the Resurrection. Spiritual attainment, the dissolution of the material body, and the case of khenpo A Chö, Berkeley, North Atlantic Book, 2016.)
- (en) Liberation in One Lifetime: Biographies and Teachings of Milarepa, North Atlantic Books, 2014.
- (en) Liberation in One Lifetime: Biographies and Teachings of Milarepa, Isernia, Pro Forma Designs: A Colle Croce Book, 2010 (OCLC 855905215)
- (en) A Young Person's Book of Catholic Signs and Symbols, NY, Doubleday, 1982.

### Articles et participations
(janvier 2025).
- Tibet's Ancient Religion: Bon, Christoph Baumer (compte rendu de lecture), The Tibet Journal (Vol. XLVIII, No. 1, Spring/Summer 2023), p. 109-112
- Christianity in Early Tibet,The Routledge Handbook of Buddhist-Christian Studies, Carol Anderson et Thomas Cattoi (éd.), Londres/New York, Routledge, 2022, p. 89-100[12].
- Methodology in Research on the Rainbow Body: Anthropological and Psychological Reflections on Death and Dying, Journal of Religion and Health 15, Springer, 2018.
- Muslim-Catholic Dialogues Sponsored by the United States Conference of Catholic Bishops (Part I: December 2009; N.350; Second Part: January 2010, N. 351): Encounter: Documents for Muslim-Christian Understanding, Pontificio Istituto di Studi Arabi e d'Islamistica, Roma.
- On Buddhist-Christian Studies in Relation to Dialogue, Buddhist-Christian Studies 26 (1), University of Hawai'i Press, 2006, p. iii-vi.
- Supplement on line to The New Catholic Encyclopedia: "Buddhism" (with Charles Jones), 2010.
- Penance and Confession of Sins, Encyclopedia of Women and World Religion, NY Macmillan Reference, 1998.
- Child Deities in Encyclopedia of Women and World Religion, Macmillan Reference, 1998.
- The Voice of Milarepa: Redaction-critical Research on the Songs and Oral Teachings. VIIIth International seminar of the IATS, Bloomington, IN, July 26, 1998.
- Editeur : The Sign Beyond All Signs: Christian Monasticism in Dialogue with India. (Asirvanam Monastery, Bangalore, 1997).
- Intervista di Vincenzo Piga con don Francis Tiso: Una risposta alla Congregazione per la Dottrina della Fede sulla Meditazione Cristiana: Paramita, 1996.
- The Religion of Milarepa Before His Conversion, in U. Bianchi (éd.), The Notion of “Religion” in Comparative Research: Selected Proceedings of the XVI IAHR Congress (1990)  Roma:  “L’Erma” di Bretschneider, 1994.
- A Buddhist Classification of Reality: A Translation of the First Chapter of the Abhidharmakośa, Abhidharma Research Institute No. 6 (1987).
- Love’s Conspirators: Builders of Earth-House-Hold, J. Perlinski (éd), The Spirit of the Earth: A Teilhard Centennial Celebration (NY: The Seabury Press, 1982).
- Francis Tiso and Br. David Steindl-Rast (en), O.S.B.:  “Meditation”, Encyclopedia Americana, 1980.